# 슈퍼 마리오브라더스 2
《슈퍼 마리오브라더스 2》는 닌텐도가 개발하고 배급한 패밀리 컴퓨터용 플랫폼 게임이다. 1988년 10월 북미 지역에서 처음 출시됐다. 일본에서는 《슈퍼 마리오 USA》라는 제목으로 출시됐다.
1985년 《슈퍼 마리오브라더스》가 공전의 성공을 기록하면서 닌텐도는 1986년에 일본에서 원작보다 난이도가 높은 《슈퍼 마리오브라더스 더 로스트 레벨즈》를 출시했다. 그러나 닌텐도 오브 아메리카는 북미 지역에서 해당 작품이 너무 원작과 유사하고 난이도가 불합리하다 판단해 발매가 불발됐다. 때문에 북미 지역을 위한 후속작을 위해 이전에 닌텐도가 후지 TV의 광고 게임용으로 제작했던 1987년 패미컴 디스크 시스템 게임 《꿈공장 도키도키 패닉》을 개량했다. 기존 《꿈공장 도키도키 패닉》에 존재하던 적과 스테이지 대부분은 그대로 유지한 채 마리오 테마를 삽입하고 게임플레이를 개선해 《슈퍼 마리오브라더스》의 두 번째 속편으로서 출시됐다.
《슈퍼 마리오브라더스 2》는 출시 당시 전세계 판매량이 746만 장으로 상업적인 대성공을 기록해 패밀리 컴퓨터 역사상 5번째로 가장 많이 팔린 게임이 됐다. 게임언론으로부터 기존 《슈퍼 마리오》 시리즈와 차별되는 독특한 게임플레이와 설계요소로 호평을 받았다. 이후 1993년 슈퍼 패미컴 게임 《슈퍼 마리오 올스타즈》에 리메이크돼 수록됐으며, 2001년 게임보이 어드밴스  게임 《슈퍼 마리오 어드밴스》로서 재발매됐다.

## 게임 플레이
《슈퍼 마리오브라더스 2》의 배경은 서브콘(마리오의 꿈속)이라는 이름의 땅으로, 이 게임의 목적은 게임의 마지막 보스인 마무로부터 서브콘을 지켜내는 것이다. 이 게임은 횡스크롤 플랫폼 게임이다. 각 스테이지의 시작점에서 플레이어는 마리오, 루이지, 키노피오, 피치 중 한 명을 골라서 플레이할 수 있다. 각 캐릭터는 저마다의 장단점을 가지고 있다. 마리오는 가장 무난한 밸런스를 가졌으며, 루이지는 다른 캐릭터보다 높이 점프할 수 있고, 키노피오는 점프력은 약하나 다른 캐릭터보다 적 또는 기물을 잡아 올리는 속도가 빠르다. 또한 피치는 높게 점프하지는 못하지만, 바람을 타고 일시적으로 공중에 뜰수 있다.
슈퍼 마리오 USA의 시스템은 다른 마리오 시리즈와 매우 다르다. 다른 마리오 시리즈는 밟기가 기본 공격 패턴이나 이 게임에서는 적 또는 기물을 잡아 올려서 던져 공격해야 하며, 일부 스테이지에서 마리오브라더스 스타일의 POW 블록이 나오기도 한다. 또한 슈퍼 마리오 시리즈 최초로 시간제한이 없는 작품이다. 다른 시리즈의 또다른 차이점은 화면 왼쪽 상단에 붉은색 육각형 (단, 마리오 컬렉션과 마리오 어드밴스는 육각형이 아닌 하트로 표시되어 있다.)으로 표시되는 체력이다. 처음 시작할 때는 2개의 에너지 바를 가지고 있으나, 버섯을 먹으면 3개로 늘어난다. 또한, 적을 물리치면 일정 확률로 나오는 하트를 먹으면 체력이 1 채워지게 된다. 체리 5개를 모으면 나오는 스타는 다른 마리오 시리즈에서처럼 캐릭터를 일정 시간 동안 무적으로 만든다.
각 스테이지에는 1개 이상의 마법의 약이 숨겨져 있으며 사용시 반대 세계로 통하는 문이 나온다. 이 공간은 마법의 약을 사용한 위치에서 좌우가 반전되어 있는 상태로 슈퍼 마리오브라더스 테마곡이 사용되었다. 이 공간에 있는 기물은 동전으로 변환되어 있으며 버섯이 있는 경우도 있다. 플레이어가 이 공간에 있을 수 있는 시간은 한정되어 있고 그 시간이 지나면 다시 원래 화면으로 돌아오게 된다. 일부 공간은 워프 존으로도 사용된다. 보스를 물리치거나 제압한 다음에는 보너스 게임이 나오는데, 코인을 많이 얻어야 보너스 게임을 할 수 있다. 단, 아이템이 모두 같거나 첫 번째에 체리가 있어야만 1개의 추가 생명을 얻을 수 있고, 체리가 모두 같으면 5개의 추가 생명도 얻을 수 있다.

### 보스
대부분의 코스 끝엔 캐서린이 중간 보스로 등장하며, 1-3, 2-3, 3-3, 4-3, 5-3, 6-3 에서는 캐서린을 물리친 다음에도 다른 보스가 등장한다. 주로 기물을 보스에게 던져서 맞추는 방식으로 보스를 공격할 수 있다. 보스를 제압하고 나면 다른 월드로 나간다. 7-2 마지막 보스인 마무를 제압하고 나면 엔딩을 볼 수 있다.
- 캐서린

머리에 리본을 달고 있는 공룡이다. 캐서린은 알 또는 불을 내뿜는데, 캐서린의 알이나 주변 기물을 집어들어 캐서린에게 던지면 공격할 수 있다.
- 찍두기 (ドン・チュルゲ / Mouser)

선글라스를 낀 쥐이다. 폭탄을 던지는데, 그 폭탄을 집어들어 찍두기 옆에서 터지게 하면 공격할 수 있다.
- 삼두사 (ガプチョ / Tryclyde)

머리가 셋 달린 뱀이다. 불을 내뿜는다.
- 파이어가이 (ヒーボーボー / Fryguy)

불의 형태를 띠고 있다. 불을 내뿜는다.
- 가위게 (チョッキー / Clawgrip)

돌을 던지는 게이다. 던지는 돌을 받아들어 던지면 공격할 수 있다.
- 마무

개구리와 비슷한 형체를 갖고 있다(사실 두꺼비이다.). 꿈속 세계, "서브콘"을 공격해 온 장본인으로, 이 게임의 최종 보스이다. 마무 옆의 기계에서 각종 채소가 튀어나오는데, 이를 집어들어 마무의 입에 던져 넣으면 공격할 수 있다.

### 아이템
- 채소

땅에서 뽑으면 나온다. 채소로 적을 공격할 수 있다. 채소로 한 적을 맞히면 던진 방향으로 튀는데 또 적을 맞출 수 있고 이렇게 적을 연속적으로 맞출 수 있다. 물수제비를 생각하면 쉽다. 최종보스 마무가 쏘는 비눗방울은 채소를 없앨 수도 있다.
- 체리

슈퍼 버섯과 똑같으며 라이프를 하나 늘려준다.
- POW블록

잡았다 던지면 화면 속 적들이 모두 죽는다. 단 물고기나 땅 위를 걷고 있지 않는 적이나 보스는 예외다.
- 마법의 약

잡았다 던지면 문이 생긴다. 이 문 안으로 들어가면 좌우가 반전된 어두운 방으로 들어가게 된다. 여기서 뽑는 채소는 모두 코인으로 바뀌며, 슈퍼 버섯을 얻을 수 있다. 문 안의 공간에 있을 수 있는 제한 시간이 있는데 제한 시간이 끝나면 원래 있던 곳으로 되돌아간다.
- 코인

습득하면 스테이지 클리어 직후 빠찡코를 하는 용도로 사용된다. 이 빠칭코는 잔기를 주는 게임이다.
- 슈퍼버섯

플레이어의 하트 수를 한 개 늘려준다. 버섯은 한 스테이지에 최대 2개까지 있다. GBA 리메이크 판에는 버섯이 한 개 더 있다.
- 1UP버섯

플레이어의 라이프 수가 1개 늘어난다.
- 스타

체리 5개를 먹으면 나온다. 스타는 플레이어를 잠시 무적으로 만들어 준다. GBA판에서 스타 상태에서 적을 5마리 또는 그 이상을 죽이면 라이프가 1개씩 늘어난다.
- 스톱워치

시간을 잠시 멈춰 적들의 움직임을 멈춘다.
- 등껍질

던지면 빠르게 돌아가면서 적을 죽이다가 벽에 닿으면 소멸된다. 플레이어는 등껍질에게 데미지를 입지 않고, 등껍질 위에 탈 수 있다. GBA 리메이크판에서는 플레이어에게 닿았을 때 데미지를 입힐 수도 있고, 벽에 닿으면 소멸되는 대신 반대쪽으로 계속 돈다. 등껍질로 적을 5마리 또는 그 이상 맞추면 라이프가 하나씩 늘어난다.
- 캐서린의 알

캐서린이 입에서 발사하는 알로 이걸 들어서 던질수도 있고 타고 같이 날아갈 수도 있다.

## 출시
《슈퍼 마리오브라더스 2》는 1993년도에 슈퍼 패미컴 기반인 슈퍼 마리오 컬렉션의 게임 중 하나로써 재발매되었다. 재발매된 게임에서는 그래픽 및 사운드가 향상되었으며, 1번의 목숨을 잃었을 때 캐릭터를 바꿀 수 있는 기능이 추가되었다. 또한, 게임 시작시 주어지는 목숨이 3에서 5로 늘었고, 보너스 게임인 슬롯 게임에서 3개의 '7'이 나오면 10개의 추가 생명을 얻을 수 있게 되었다.
1996년 4월, 닌텐도는 세인트 기가 위성 라디오 방송국과의 합작하에 슈퍼 마리오 USA의 외전격인 BS 슈퍼 마리오 USA 파워 챌린지(ＢＳスーパーマリオＵＳＡ パワーチャレンジ)를 발매한다. 이 게임은 사테라뷰 시스템을 지원하며 슈퍼 마리오 올스타즈와 유사한 그래픽을 사용한다. BS 슈퍼 마리오 USA 파워 챌린지는 일본에서만 발매되었다.
2001년, 《슈퍼 마리오브라더스 2》의 올스타즈 버전이 《슈퍼 마리오 어드밴스》라는 이름으로 닌텐도 EAD에 의해 게임보이 어드밴스용으로 리메이크되었다. 슈퍼 마리오 어드밴스는 게임보이 어드밴스의 첫 번째 마리오 타이틀로, 추가된 기능으로는 새롭게 등장하는 적들이나 각 코스에서 수집 가능한 A코인, 요시 챌린지(요시의 알을 찾기 위해 스테이지들을 다시 플레이하는 것), 점수 계산, 그래픽 및 사운드 발전, 확대된 스프라이트, 콤보 기능, 목소리 추가 등이 있다.

## 평가
| 평가                                                   |       |
| ------------------------------------------------------ | ----- |
| 평론 점수 평론사 점수 올게임 [ 2 ] 게임스팟 8/10 [ 3 ] |       |
| 평론 점수                                              |       |
| 평론사                                                 | 점수  |
| 올게임                                                 | [ 2 ] |
| 게임스팟                                               | 8/10  |

## 참조

### 내용주
1. ↑  영어: Super Mario Bros. 2
2. ↑  일본어: スーパーマリオ USA
3. ↑  일본어: 夢工場ドキドキパニック